# Andriana hancocki
Andriana hancocki är en insektsart som först beskrevs av Bruner, L. 1910.  Andriana hancocki ingår i släktet Andriana och familjen torngräshoppor. Inga underarter finns listade i Catalogue of Life.